# Aleqa Hammond
Aleqa Hammond est une femme politique groenlandaise née le 23 septembre 1965 à Narsaq. Présidente du parti social-démocrate Siumut de 2009 à 2014, elle devient Première ministre du Groenland en 2013. Elle est suspendue à sa demande en septembre 2014.

## Biographie

### Formation et carrière professionnelle
Née à Narsaq, Aleqa Hammond grandit à Uummannaq. Elle est âgée de sept ans lorsque son père Piitaaraq Johansen trouve la mort lors d'une expédition de chasse en tombant à travers la glace. De 1989 à 1991, elle fréquente le Nunavut Arctic College à Iqaluit avant de poursuivre jusqu'en 1993 à l'université du Groenland des études qu'elle n'a jamais terminées.
En 1993, Aleqa Hammond commence à travailler comme coordinatrice régionale de Groenland Tourisme dans la baie de Disko. En 1995, elle devient responsable de l'information dans le secrétariat du cabinet, avant de travailler pour Nuuk Tourisme de 1996 à 1999. Commissaire du Conseil circumpolaire inuit de 1999 à 2003, elle collabore également aux Jeux d'hiver de l'Arctique en 2002. Elle travaille ensuite dans l'industrie du tourisme à Qaqortoq en tant que guide jusqu'en 2005.

### Carrière politique
Aleqa Hammond est élue une première fois au Parlement du Groenland en novembre 2005 et est nommée ministre des Familles et de la Justice. Du 1er juillet 2007 au 23 septembre 2008, elle est ministre des Finances et des Affaires étrangères, fonction dont elle démissionne pour protester contre l'importance du déficit budgétaire. Après la défaite électorale de son parti aux élections de 2009, elle remplace Hans Enoksen en tant que président du parti Siumut.
Le 12 mars 2013, son parti remporte les élections législatives avec 42,8 % des voix contre 26 % des voix lors des précédentes élections. Aleqa Hammond reçoit le plus grand nombre de votes personnels. Le 26 mars, elle devient la première femme désignée Premier ministre de la province autonome et prend ses fonctions le 5 avril. En tant que chef du gouvernement, elle espère conduire le Groenland à l'indépendance, notamment en développant l'exploitation des richesses minières de l'île.
En septembre 2014, un scandale politique éclate au sujet de l'utilisation d'argent public à des fins privées par Aleqa Hammond. Une commission d'audit parlementaire rapporte qu'elle a dépensé plus de 106 000 couronnes en vols et chambres d'hôtel pour des membres de sa famille. Bien qu'elle ait remboursé cet argent, elle choisit de démissionner temporairement de son poste, le temps qu'une enquête ait lieu. Une motion de défiance déposée par le parti d'opposition Inuit Ataqatigiit est rejetée par 15 voix contre 14, et la suspension de Hammond est acceptée par le Parlement le 30 septembre. Le ministre de l'Environnement Kim Kielsen assure l'intérim,, avant d'être élu Premier ministre le 12 décembre suivant par le Parlement.
En juin 2025, elle brigue de nouveau la présidence de Siumut, vacante après la démission de Erik Jensen suite aux mauvais résultats du parti aux élections législatives de mars. Elle s'impose par 23 voix à 19 contre la ministre des affaires étrangères et de la recherche, Vivian Motzfeldt.
Elle est membre de l'Église néo-apostolique.